# Mihai Călin
Mihai Călin (n. 16 august 1968, București, România) este un actor român. În 2021, a primit premiul Gopo pentru cel mai bun actor în rol principal, datorită rolului din filmul 5 Minute.

## Biografie
Mihai Călin a absolvit Universitatea Națională de Artă Teatrală și Cinematografică „Ion Luca Caragiale” din București în anul 1994. În același an și-a făcut debutul în film, în pelicula Pepe și Fifi. În 1995, s-a alăturat postului de televiziune ProTV, recent înființat, prezentând pentru scurtă vreme emisiunea matinală alături de Florin Călinescu, apoi emisiunea concurs Știi și câștigi. Ulterior, a mai fost gazda emisiunilor Roata norocului, între 1997 și 1999, și Superbingo, în 2001.
Este căsătorit cu Silvia Mihai și împreună au un copil, Matei.

## Filmografie

### Film
| An   | Titlu                   | Rol                 | Note                                           |
| ---- | ----------------------- | ------------------- | ---------------------------------------------- |
| 1994 | Pepe și Fifi            |                     |                                                |
| 1996 | Eu sunt Adam!           |                     |                                                |
| 1998 | Trenul vieții           | Sami                |                                                |
| 2002 | Amen                    |                     |                                                |
| 2004 | Damen tango             |                     |                                                |
| 2005 | Second-Hand             | Mihai               |                                                |
| 2007 | Pasiune și destin       | Tatăl Vivianei      |                                                |
| 2009 | Concertul               | Yitzhak             |                                                |
| 2010 | Biblioteca Pascal       | Ofițerul de poliție |                                                |
| 2013 | Roxanne                 | Sandu               |                                                |
| 2013 | Quod erat demonstrandum | Profesorul Dima     |                                                |
| 2014 | America, venim          | Sandu               |                                                |
| 2016 | Povestea iubirii        |                     |                                                |
| 2019 | 5 Minute                | Nicu Holban         | Gopo pentru cel mai bun actor în rol principal |
| 2020 | Zimnicea                |                     | scurtmetraj                                    |
| 2022 | Metronom                | Tata                |                                                |

### Televiziune
| An        | Titlu                          | Rol              | Televiziune   | Note          |
| --------- | ------------------------------ | ---------------- | ------------- | ------------- |
| 1995      | Aphrodisia                     |                  |               | 2 episoade    |
| 2005      | Băieți buni                    | Ben              | ProTV         | 3 episoade    |
| 2006      | Iubire ca în filme             | Laurențiu Coman  | Acasă TV      | rol principal |
| 2007      | Inimă de țigan                 | Aurelian „Relu”  | Acasă TV      | rol principal |
| 2008-2009 | Regina                         | Relu             | Acasă TV      | rol principal |
| 2009-2010 | Aniela                         | Georges Tannerie | Acasă TV      | rol principal |
| 2010-2011 | Moștenirea                     | Relu Fieraru     | ProTV         | rol principal |
| 2014      | O nouă viață                   | Nae              | ProTV         | rol principal |
| 2016      | Valea Mută                     | Silviu           | HBO           | rol principal |
| 2017-2019 | Umbre                          | Sebastian        | HBO           | 8 episoade    |
| 2018-2019 | Fructul oprit                  | Mircea Adam      | Antena 1      | rol principal |
| 2019      | O grămadă de caramele          | Vlad Tănase      | Happy Channel | rol principal |
| 2019      | Sacrificiul                    | Laviniu          | Antena 1      | rol principal |
| 2021      | Adela                          | Paul Andronic    | Antena 1      | rol principal |
| 2023      | Lasă-mă, îmi place! Camera 609 | Sergiu           |               |               |